# Amílcar Barbuy
Amílcar Barbuy (Rio das Pedras, 29 de abril de 1893 – São Paulo, 24 de agosto de 1965), foi um futebolista e treinador de futebol brasileiro. Ao lado de Neco, Amílcar foi um dos primeiros grandes ídolos do Corinthians, e também foi ídolo do Palestra Italia (atual Palmeiras).
Barbuy também foi o primeiro jogador do Corinthians a ser convocado para a Seleção Brasileira, convocação essa para disputar o Campeonato Sul-Americano de Futebol de 1916 (atual Copa América), na Argentina. Ele também foi o primeiro brasileiro a jogar por um clube da Itália.

## Biografia
Formada por imigrantes italianos, a família Barbuy (originalmente Barbui) estava ligada ao Corinthians desde a sua fundação em 1910. A ligação da família com o clube é tão grande que um dos irmãos de Amilcar, Hermógenes Barbuy (que era litógrafo), desenhou os quatro primeiros distintivos da história do clube alvinegro.  No entanto, somente no final de 1912 Amílcar Barbuy troca o Botafogo da várzea do Bom Retiro, onde começou, para atuar na equipe do Corinthians.
Capitão da equipe, destacava-se pelo forte espírito de liderança e pela alta técnica — "somente inferior a de Pelé", segundo muitos veteranos que sobreviveram para fazer a comparação.
A partir do Campeonato Paulista de 1917, trocou a posição de centroavante pela de centro-médio, onde se consagrou definitivamente.
Em 1923, Amílcar trocou o Corinthians pelo Palestra Italia (atual Palmeiras), mas nunca abandonou o clube do coração. 
Após uma bela passagem pela Lazio da Itália Amílcar Barbuy voltou ao clube posteriormente como treinador. Como treinador de fato, assumiu em três oportunidades diferentes, entre os anos de 1930 e 1940.
Como jogador fez 208 jogos (153 vitórias, 25 empates e 30 derrotas) e marcou 90 gols. Como treinador, fez 192 jogos (135 vitórias, 18 empates e 39 derrotas).
Cerca de vinte e cinco anos após sua morte, Amílcar Barbuy empresta seu nome a uma rua no bairro do Parque São Domingos, zona noroeste de São Paulo, próximo à Rodovia Anhanguera.
No Corinthians ganhou os quatro primeiros títulos paulistas do clube (1914, 1916, 1922 e 1923).
Segundo o Almanaque do Palmeiras, de Celso Unzelte e Mário Sérgio Venditti, Amílcar vestiu a camisa do clube em 100 ocasiões (com 68 vitórias, 15 empates, 17 derrotas) e marcou 11 gols.
Amílcar foi o primeiro brasileiro a jogar por um clube da Itália, em 1930 encerrou a carreira na Lazio, mesmo clube onde iniciou a sua carreira como treinador, em 1931.

## Seleção Brasileira
Amílcar Barbuy foi o primeiro jogador do Corinthians a vestir a camisa da Seleção Brasileira. Na Seleção Brasileira atuou 19 vezes (10 vitórias, 5 empates e 4 derrotas), marcando 5 gols.
Amílcar também fez parte do primeiro título internacional da Seleção Brasileira com a conquista da Copa América de 1919, e também participou do bicampeonato em 1922.

## Títulos
Seleção Brasileira
- Copa América: 1919 e 1922

Seleção Paulista
- Campeonato Brasileiro de Seleções Estaduais: 1922

Corinthians
- Campeonato Paulista: 1914, 1916, 1922 e 1923.
- Taça Competência: 1922, 1923
- Torneio Início do Campeonato Paulista: 1919, 1920, 1921
- Taça Ballor (campeão 1 turno do Paulista): 1923

Palestra Itália (Palmeiras)
- Campeonato Paulista: 1926, 1926 (edição extra) e 1927.
- Taça dos Campeões Estaduais Rio-São Paulo: 1926
- Taça Competência: 1926, 1927
- Torneio Início do Campeonato Paulista: 1927, 1930
- Taça Ballor (campeão 1 turno do Paulista): 1926, 1927